# Провінції Іспанії
Провінції Іспанії — адміністративні одиниці II рівня, складові автономних областей (товариств) Іспанії. Загальна кількість провінцій (враховуючи міста Сеута та Мелілья) — 52.
| №п/п            | Провінції              | Площа (км²) | Населення 1 січня 2005 | Центр                       | Автономна спільнота | Склад                               | Докладніше |
| Провінція       |                        |             |                        |                             |                     |                                     |            |
| 1               | Авіла                  | 8 050       | 167 032                | Авіла                       | Кастилія і Леон     | 248 муніципалітетів                 | докладніше |
| 2               | Алава                  | 2 963       | 299 957                | Віторія-Гастейс             | Країна Басків       | 51 муніципалітет                    | докладніше |
| 3               | Аліканте               | 5 817       | 1 732 389              | Аліканте                    | Валенсія            | 141 муніципалітет                   | докладніше |
| 4               | Альбасете              | 14 918      | 384 640                | Альбасете                   | Кастилія — Ла-Манча | 87 муніципалітетів                  | докладніше |
| 5               | Альмерія               | 8 775       | 612 315                | Альмерія                    | Андалусія           | 102 муніципалітети                  | докладніше |
| 6               | Астурія                | 10 604      | 1 076 635              | Ов'єдо                      | Астурія             | 78 муніципалітетів                  | докладніше |
| 7               | Бадахос                | 21 766      | 671 299                | Бадахос                     | Естремадура         | 164 муніципалітети                  | докладніше |
| 8               | Балеарські острови     | 4 992       | 983 131                | Пальма                      | Балеарські острови  | 68 муніципалітетів                  | докладніше |
| 9               | Барселона              | 7 728       | 5 226 354              | Барселона                   | Каталонія           | 311 муніципалітетів                 | докладніше |
| 10              | Біская                 | 2 217       | 1 136 181              | Більбао                     | Країна Басків       | 119 муніципалітетів                 | докладніше |
| 11              | Бургос                 | 14 022      | 361 021                | Бургос                      | Кастилія і Леон     | 371 муніципалітет                   | докладніше |
| 12              | Валенсія               | 10 806      | 2 416 628              | Валенсія                    | Валенсія            | 266 муніципалітетів                 | докладніше |
| 13              | Вальядолід             | 8 110       | 514 674                | Вальядолід                  | Кастилія і Леон     | 255 муніципалітетів                 | докладніше |
| 14              | Гвадалахара            | 12 167      | 203 737                | Гвадалахара                 | Кастилія — Ла-Манча | 288 муніципалітетів                 | докладніше |
| 15              | Гіпускоа               | 1 909       | 688 708                | Сан-Себастьян               | Країна Басків       | 88 муніципалітетів                  | докладніше |
| 16              | Гранада                | 12 647      | 860 898                | Гранада                     | Андалусія           | 168 муніципалітетів                 | докладніше |
| 17              | Жирона                 | 5 910       | 664 506                | Жирона                      | Каталонія           | 221 муніципалітет                   | докладніше |
| 18              | Кадіс                  | 7 436       | 1 180 817              | Кадис                       | Андалусія           | 44 муніципалітети                   | докладніше |
| 19              | Кантабрія              | 5 253       | 562 309                | Сантандер                   | Кантабрія           | 102 муніципалітети                  | докладніше |
| 20              | Касерес                | 19 868      | 412 580                | Касерес                     | Естремадура         | 221 муніципалітет                   | докладніше |
| 21              | Кастельйон             | 6 632       | 543 432                | Кастельйон-де-ла-Плана      | Валенсія            | 135 муніципалітетів                 | докладніше |
| 22              | Кордова                | 13 771      | 784 376                | Кордова                     | Андалусія           | 75 муніципалітетів                  | докладніше |
| 23              | Куенка                 | 17 141      | 207 974                | Куенка                      | Кастилія — Ла-Манча | 238 муніципалітетів                 | докладніше |
| 24              | Ла-Корунья             | 7 950       | 1 126 707              | Ла-Корунья                  | Галісія             | 94 муніципалітети                   | докладніше |
| 25              | Ла-Ріоха               | 5 028       | 301 084                | Логроньйо                   | Ла-Ріоха            | 174 муніципалітети                  | докладніше |
| 26              | Лас-Пальмас            | 4 066       | 1 011 928              | Лас-Пальмас-де-Гран-Канарія | Канарські острови   | 34 муніципалітети                   | докладніше |
| 27              | Леон                   | 15 570      | 495 902                | Леон                        | Кастилія і Леон     | 211 муніципалітетів                 | докладніше |
| 28              | Льєйда                 | 12 150      | 399 439                | Льєйда                      | Каталонія           | 231 муніципалітет                   | докладніше |
| 29              | Луго                   | 9 856       | 357 625                | Луго                        | Галісія             | 67 муніципалітетів                  | докладніше |
| 30              | Мадрид                 | 8 022       | 5 964 143              | Мадрид                      | Мадрид              | 179 муніципалітетів                 | докладніше |
| 31              | Малага                 | 7 308       | 1 453 409              | Малага                      | Андалусія           | 101 муніципалітет                   | докладніше |
| 32              | Мурсія                 | 11 313      | 1 335 792              | Мурсія                      | Мурсія              | 45 муніципалітетів                  | докладніше |
| 33              | Наварра                | 9 801       | 593 472                | Памплона                    | Наварра             | 272 муніципалітети                  | докладніше |
| 34              | Оренсе                 | 7 273       | 339 555                | Оренсе                      | Галісія             | 92 муніципалітети                   | докладніше |
| 35              | Паленсія               | 8 052       | 173 471                | Паленсія                    | Кастилія і Леон     | 191 муніципалітет                   | докладніше |
| 36              | Понтеведра             | 4 495       | 938 311                | Понтеведра                  | Галісія             | 62 муніципалітети                   | докладніше |
| 37              | Саламанка              | 12 349      | 352 414                | Саламанка                   | Кастилія і Леон     | 362 муніципалітети                  | докладніше |
| 38              | Самора                 | 10 561      | 198 045                | Самора                      | Кастилія і Леон     | 248 муніципалітетів                 | докладніше |
| 39              | Санта-Крус-де-Тенерифе | 3 381       | 956 352                | Санта-Крус-де-Тенерифе      | Канарські острови   | 53 муніципалітети                   | докладніше |
| 40              | Сарагоса               | 17 274      | 912 072                | Сарагоса                    | Арагон              | 292 муніципалітети                  | докладніше |
| 41              | Севілья                | 14 036      | 1 813 908              | Севілья                     | Андалусія           | 105 муніципалітетів                 | докладніше |
| 42              | Сеговія                | 6 796       | 155 517                | Сеговія                     | Кастилія і Леон     | 209 муніципалітетів                 | докладніше |
| 43              | Сорія                  | 10 303      | 92 773                 | Сорія                       | Кастилія і Леон     | 183 муніципалітети                  | докладніше |
| 44              | Сьюдад-Реаль           | 19 813      | 500 060                | Сьюдад-Реаль                | Кастилія — Ла-Манча | 102 муніципалітети                  | докладніше |
| 45              | Таррагона              | 6 303       | 704 907                | Таррагона                   | Каталонія           | 183 муніципалітети                  | докладніше |
| 46              | Теруель                | 14 918      | 141 091                | Теруель                     | Арагон              | 236 муніципалітетів                 | докладніше |
| 47              | Толедо                 | 15 370      | 598 256                | Толедо                      | Кастилія — Ла-Манча | 204 муніципалітети                  | докладніше |
| 48              | Уельва                 | 10 128      | 483 792                | Уельва                      | Андалусія           | 79 муніципалітетів                  | докладніше |
| 49              | Уеска                  | 15 626      | 215 864                | Уеска                       | Арагон              | 202 муніципалітети                  | докладніше |
| 50              | Хаен                   | 13 489      | 660 284                | Хаен                        | Андалусія           | 97 муніципалітетів                  | докладніше |
| Автономне місто |                        |             |                        |                             |                     |                                     |            |
| 1               | Мелілья                | 13,4        | 65 488                 | Мелілья                     |                     |                                     | докладніше |
| 2               | Сеута                  | 18,5        | 75 276                 | Сеута                       |                     |                                     | докладніше |
|                 | Разом                  | 504 644     | 44 108 530             | Мадрид                      |                     | 52 провінції, 8 153 муніципалітетів |            |